# Cầu Trung Hà
Cầu Trung Hà là cây cầu bê tông bắc qua hạ lưu sông Đà ở Việt Nam, nối thôn Trung Hà, xã Thái Hòa, huyện Ba Vì, Hà Nội và thôn Hạ Nông, xã Dân Quyền, huyện Tam Nông, tỉnh Phú Thọ. Cầu nằm trên quốc lộ 32.
Cầu Trung Hà có chủ đầu tư là Ban quản lý Dự án Thăng Long thuộc Bộ Giao thông Vận tải Việt Nam, do Tổng Công ty Xây dựng Thăng Long thi công, được khởi công vào ngày 10 tháng 11 năm 1999 và được khánh thành vào ngày 20 tháng 4 năm 2002.
Cầu dài 743,6 m, gồm 14 nhịp, rộng 11 m, kết cấu cầu vĩnh cửu bằng bê tông cốt thép dự ứng lực; khổ thông thuyền rộng 90 m, cao 7 m.